# Крымский консервный комбинат
Крымский консервный комбинат (сокращённо ККК) — предприятие пищевой промышленности в городе Крымск Краснодарского края. В советское время наравне с херсонским предприятием ККК являлся одним из крупнейших предприятий консервной промышленности СССР и Европы. 
Часть заводских строений комбината является объектами культурного наследия регионального значения.

## История

### Советский период
Идея строительства консервного предприятия в Крымском районе появилась в годы первой пятилетки. Крымское предприятие было запланировано в числе первых 518 предприятий молодой консервной промышленности СССР.
Проект Крымского консервного комбината был разработан американской фирмой «Terling». По проекту консервный комбинат должен был стать крупнейшим в стране консервным предприятием.
Строительство комбината было начато 1 мая 1929 года на окраине станицы Крымской. Работы по строительству курировал нарком пищевой промышленности А.И. Микоян. Подрядчиком строящегося комбината стало Северо-Кавказское краевое акционерное общество сельского строительства «Севкавсельстрой». 
Стройка комбината была объявлена ударной, поэтом уже в августе 1930 года новое предприятие было пущено в строй. Проектная мощность комбината составляла 65 млн. банок в год, что сделало его крупнейшим консервным комбинатом СССР.
В 1935 году при консервном комбинате было образовано собственное научно-исследовательское хозяйство. Оно проводило селекционную работу по томатам, сахарной кукурузе, огурцу.
С началом Великой Отечественной войны Крымский консервный комбинат перешёл на выпуск продукции для нужд фронта. К 10 февраля 1942 года на комбинате было произведено свыше 10 тыс. красноармейских котелков, а также 80 шт. огнемётов. При предприятии действовала автомастерская для советских воинских частей.
В период с августа 1942 года по весну 1943 года Крымский район находился в немецко-фашистской оккупации. Во время оккупации на территории консервного комбината был организован концлагерь для советских военнопленных. Перед отступлением в феврале 1943 года немецкими войсками были взорваны все здания комбината.
После освобождения Красной Армией станицы Крымской началось восстановление консервного комбината, который в 1944 году получил имя А.И. Микояна. Его имя комбинат носил вплоть до 1958 года. 
В 1949 году Крымский консервный комбинат им. Микояна был полностью восстановлен и вновь приступил к производству консервов. За это время были полностью восстановлены томатный и овощной цеха, построены цеха заморозки, мясной цех, пункты первичной обработки сырья и т.д. В 1950 году мощность комбината была увеличена до 80 млн. условных банок в год.
В 1950-х годах комбинат был оборудован современным советским и зарубежным оборудованием. На балансе комбината находился детский сад, стадион.
С 1966 по 1970 год консервный комбинат проходил через новый этап модернизации. За эти годы были увеличены мощности по производству зелёного горошка, томатной пасты, томатного сока и консервов. Мощность комбината на 1 января 1971 года составляла 185,9 млн. банок в год, что сделало его крупнейшим консервным предприятием СССР и Европы. 
12 февраля 1971 года Указом Президиума Верховного Совета СССР по итогам работы в восьмой пятилетке Крымский консервный комбинат был награждён Орденом Ленина. В торжественной обстановке орден был вручён первым замминистра пищевой промышленности СССР Ф. С. Коломийцем. 
13 апреля 1982 года Крымский консервный комбинат за высокие производственные показатели и качество продукции был награждён Дипломом ВДНХ СССР II степени. 

### Российский период
12 октября 1992 года Крымский консервный комбинат был приватизирован и акционирован в АООТ «Консервный комбинат «Крымский». В течение 1990-х годов Крымский консервный комбинат постепенно сокращал объёмы выпускаемой продукции, работая на морально устаревшем и изношенном оборудовании.  
В связи с тем, что расходы превышали доходы, деятельность комбината начала становиться нерентабельной. У предприятия накапливались долги перед банками и краевым бюджетом: к 2004 году долг ККК составлял около 250 млн. руб. 
Для вывода предприятия из кризисного состояния администрация Краснодарского края заключила с французской компанией CECAВ соглашение, согласно которому CECAВ должна была погасить долги комбината и стать его владельцем. Из-за неудовлетворительного технического состояния и истощения сельхозземель CECAВ расторгла соглашение о покупке ККК.
С 2005 года ККК находился в состоянии банкротства, на комбинате было введено конкурсное производство. Территория комбината начала постепенно распродаваться по частям. При этом основные производственные мощности были сданы в аренду ООО «Промышленный комплекс «Крымский консервный комбинат».
Производство продолжало сокращаться и за 2006 год на комбинате было произведено всего 45-50 млн. условных банок.
В 2007 году имущественный комплекс комбината был выставлен на аукцион по стартовой цене почти в 160 млн руб. В итоге продать на аукционе предприятие не получилось. Многолетнее отсутствие модернизации производственных мощностей и накапливающиеся долги перед банками мешали восстановить консервное производство на комбинате. За это время комбинат был несколько раз перепродан. Тем не менее на ККК продолжала производиться закатка горошка и прочих овощей.
В 2012 году комбинат сильно пострадал от наводнения в Крымске, после которого остался работать только жестяно-баночный цех.
В 2013 году Крымский консервный комбинат был окончательно признан банкротом. Территория некогда единого комбината была окончательно поделена между различными коммерческими фирмами.

## Продукция
На ККК производились около 70 видов продукции, среди которых:
- Икра кабачковая
- Зелёный горошек, фасоль и кукуруза
- Томатная паста и томатный сок
- Консервы обеденные, закусочные и мясо-растительные
- Быстрозамороженные фрукты и овощи и кулинарные изделия[14]

## Знаменитые сотрудники
- Данилова, Александра Митрофановна (1913-2003) — советский работник пищевой промышленности, Герой Социалистического Труда, в годы Великой Отечественной войны — советская подпольщица;
- Демчук, Раиса Егоровна (1931-1997) — советский работник пищевой промышленности, Герой Социалистического Труда;
- Щербак, Владимир Николаевич (1939-2010) — советский и российский государственный деятель, министр сельского хозяйства России (1999).